# ГЕС La Miel I
ГЕС La Miel I — гідроелектростанція у центральній частині Колумбії. Використовує ресурс із річок La Miel та Гуаріно, лівих приток Магдалени, котра впадає до Карибського моря в місті Барранкілья.
У межах проєкту річку перекрили греблею з ущільненого котком бетону висотою 188 метрів, довжиною 340 метрів та товщиною по гребеню 8 метрів, яка потребувала 1,73 млн м3 матеріалу. На час будівництва воду відвели за допомогою тунелю довжиною 0,57 км з перетином 10,8 × 10,8 метра. Гребля носить назву Patángoras та утримує водосховище Амані з площею поверхні 12,2 км2 та об'ємом 565 млн м3 (корисний об'єм 445 млн м3).
Окрім власного стоку резервуар поповнюється за допомогою двох дериваційних систем. Перша з них, запущена у 2010 році, перекидає ресурс по тунелю довжиною 3,4 км з іншої лівої притоки Магдалени річки Гуаріно, яку для облаштування водозабору перекрили бетонною греблею висотою 7 метрів. Введена у 2013 році друга система постачає воду із річки Мансо (лівобережна частина сточища La Miel). В рамках цього проєкту звели ще одну невеличку бетонну греблю та проклали тунель довжиною 4 км.
У лівобережному масиві біля греблі Patángoras спорудили підземний машинний зал розмірами 87х20 метрів при висоті 39 метрів, доступ персоналу до якого здійснюється через тунель довжиною 1,2 км із перетином 8,1 × 6,8 метра. Крім того, існує окреме підземне приміщення для трансформаторного обладнання.
Ресурс зі сховища до залу подається через тунель, який включає короткі нижню та верхню горизонтальні ділянки довжиною по 0,1 км із діаметром 6,55 метра, розділені шахтою глибиною 119 метрів із діаметром 7,55 метра. Основне обладнання станції становлять три турбіни типу Френсіс потужністю по 132 МВт, які повинні були забезпечувати виробництво 1460 млн кВт·год електроенергії на рік. Постачання ресурсу із Гуаріно повинне збільшити цей показник на 308 млн кВт·год, а деривація з Мансо — ще на 104 млн кВт·год.
Відпрацьована вода потрапляє у нижню балансувальну камеру розмірами 52 × 15 × 47 метрів, після чого транспортується назад до La Miel по відвідному тунелю довжиною 4,1 км з перетином 9х9 метрів.
Видача продукції відбувається по ЛЕП, розрахованій на роботу під напругою 230 кВ.